# Fabiano de Lima Campos Maria
Fabiano de Lima Campos Maria, o più semplicemente Fabiano (São José dos Campos, 24 novembre 1985), è un ex calciatore brasiliano, di ruolo attaccante.

## Carriera

### Club
Ha firmato un accordo di un anno con il Rapid Vienna nell'estate 2007. Nel mese di aprile del 2008 Ha rinnovato il contratto di un altro anno. Nel settembre 2010 si trasferisce all'Arīs Salonicco.